# Prince d'Espagne
Pour les articles homonymes, voir Prince héritier et Princes et princesses des Asturies.
Prince d’Espagne (Príncipe de España) est le titre créé en 1969 pour désigner le prince Juan Carlos de Bourbon en tant que successeur légal du général Francisco Franco à la tête de l’État (en tant que « roi d’Espagne »). Juan Carlos garde ce titre jusqu’au 22 novembre 1975, date à laquelle il devient roi à la suite du décès de Franco.

## Histoire
Pendant la dictature en 1969, Franco crée le titre de « prince d’Espagne » (plutôt que prince des Asturies, titre habituel des héritiers du trône d’Espagne) pour Juan Carlos de Bourbon, le désignant ainsi comme son successeur et futur roi.
Le titre est accompagné du prédicat d’altesse royale et des honneurs militaires correspondant à ceux d’un capitaine général de l’armée espagnole. Le 22 avril 1971, l’étendard et le guión (drapeau réservé à celui qui dirige des troupes) sont officialisés au travers d’un décret,.
Par ce même décret, les armoiries sont données :
| Blason | Blasonnement : Écartelé au 1 de gueules au château d’or ouvert et ajouré d’azur ; au 2 d’argent au lion de gueules armé, lampassé et couronné d’or ; au 3 d’or aux quatre pals de gueules ; au 4 de gueules aux chaînes d’or posées en orle, en croix et en sautoir, chargées en cœur d’une émeraude au naturel, accompagné en pointe d’argent à une pomme grenade de gueules tigé et feuillé de sinople et sur le tout d’azur aux trois fleurs de lys d’or à la bourdure de gueules. |

Le 20 novembre 1975, la mort du général Franco fait du prince Juan Carlos le nouveau roi d’Espagne. Il prête serment le lendemain, mais ne prend ses fonctions que le jour suivant. Le titre n’est pas transmis à son fils Felipe, et celui de prince des Asturies est de nouveau utilisé par l’héritier du trône à partir de 1977.

## Épouse du prince
L’épouse de Juan Carlos, Sophie de Grèce, adopte la version féminine du titre de son mari, en tant que consort, soit « Son Altesse Royale la princesse d’Espagne ».
À la montée sur le trône de Juan Carlos en 1975, elle devient reine d’Espagne et utilise à partir de cette date la qualification de majesté, conformément à la Constitution du royaume d’Espagne adoptée trois ans plus tard,.